# Unatoned
Unatoned (estilizado como UNATØNED) es el undécimo álbum de estudio de la banda estadounidense de groove metal Machine Head, que se publicó a través del sello discográfico Nuclear Blast el 25 de abril de 2025, es el primer álbum que cuenta con el guitarrista Reece Scruggs, quien reemplazó a Wacław Kiełtyka tras su salida en 2024. Con una duración de 41 minutos, Unatoned se ha vuelto el álbum más corto de la banda, por delante de Unto The Locust con 49 minutos de duración.

## Lista de canciones
Todas las canciones escritas y compuestas por Robb Flynn. 
| N.º | Título                        | Duración |  |
| 1.  | «Landscape Of Thorns»         | 0:31     |  |
| 2.  | «Atomic Revelations»          | 3:41     |  |
| 3.  | «Unbound»                     | 3:56     |  |
| 4.  | «Outsider»                    | 3:56     |  |
| 5.  | «Not Long For This World»     | 3:30     |  |
| 6.  | «These Scars Won't Define Us» | 3:32     |  |
| 7.  | «Dustmaker»                   | 2:10     |  |
| 8.  | «Bonescraper»                 | 3:38     |  |
| 9.  | «Addicted To Pain»            | 3:10     |  |
| 10. | «Bleeding Me Dry»             | 5:36     |  |
| 11. | «Shards Of Shattered Dreams»  | 3:28     |  |
| 12. | «Scorn»                       | 4:16     |  |

Notas
- Todas las pistas están estilizadas en mayúsculas y todas las letras O están estilizadas como "Ø".

## Créditos
- Robb Flynn - Voz y Guitarra líder
- Reece Scruggs - Guitarra líder
- Jared MacEachern - Bajo
- Matt Alston - Batería
- In Flames - Canción 6
- Lacuna Coil - Canción 6
- Unearth - Canción 6